# Glass Animals
Glass Animals ist eine britische Indie-Rock-Band aus Oxford, die im Jahr 2012 gegründet wurde.

## Geschichte
Ihr Debütalbum Zaba erschien im Juni 2014 und erreichte Platz 12 der australischen und Platz 177 der US-amerikanischen Albumcharts. Im Mai 2016 kündigte die Band die Veröffentlichung ihres zweiten Albums How to Be a Human Being für August 2016 an. Am 29. Juni 2020 erschien mit Heat Waves die Leadsingle ihres dritten Studioalbums Dreamland, dem es erstmals gelang, sich in den Charts zu platzieren. Für das Album bekam die Band eine Goldene Schallplatte in den Vereinigten Staaten.

## Diskografie
Studioalben

| Jahr | Titel Musiklabel                                           | Höchstplatzierung, Gesamtwochen, AuszeichnungChartplatzierungen (Jahr, Titel, Musiklabel, Platzierungen, Wochen, Auszeichnungen, Anmerkungen) | Höchstplatzierung, Gesamtwochen, AuszeichnungChartplatzierungen (Jahr, Titel, Musiklabel, Platzierungen, Wochen, Auszeichnungen, Anmerkungen) | Höchstplatzierung, Gesamtwochen, AuszeichnungChartplatzierungen (Jahr, Titel, Musiklabel, Platzierungen, Wochen, Auszeichnungen, Anmerkungen) | Höchstplatzierung, Gesamtwochen, AuszeichnungChartplatzierungen (Jahr, Titel, Musiklabel, Platzierungen, Wochen, Auszeichnungen, Anmerkungen) | Höchstplatzierung, Gesamtwochen, AuszeichnungChartplatzierungen (Jahr, Titel, Musiklabel, Platzierungen, Wochen, Auszeichnungen, Anmerkungen) | Anmerkungen                                                |
| Jahr | Titel Musiklabel                                           | DE | AT | CH | UK | US | Anmerkungen                                                |
| ---- | ---------------------------------------------------------- | --- | --- | --- | --- | --- | ---------------------------------------------------------- |
| 2014 | Zaba Caroline Records • Wolf Tone (UMG)                    | — | — | — | UK92 Silber · (1 Wo.)UK | US177 (1 Wo.)US | Erstveröffentlichung: 5. Juni 2014 Verkäufe: + 60.000      |
| 2016 | How to Be a Human Being Caroline Records • Wolf Tone (UMG) | — | — | CH87 (1 Wo.)CH | UK23 Gold · (2 Wo.)UK | US20 (3 Wo.)US | Erstveröffentlichung: 26. August 2016 Verkäufe: + 142.500  |
| 2020 | Dreamland Polydor • Wolf Tone (UMG)                        | DE43 (1 Wo.)DE | AT69 (1 Wo.)AT | CH51 (1 Wo.)CH | UK2 Gold · (3 Wo.)UK | US7 Gold · (108 Wo.)US | Erstveröffentlichung: 7. August 2020 Verkäufe: + 1.005.000 |
| 2024 | I Love You So F***ing Much Polydor • Wolf Tone (UMG)       | DE19 (1 Wo.)DE | AT24 (1 Wo.)AT | CH44 (1 Wo.)CH | UK5 (1 Wo.)UK | US11 (2 Wo.)US | Erstveröffentlichung: 19. Juli 2024                        |

## Auszeichnungen
- 2021: Variety’s Hitmakers – Group of the Year[4]